# Райка-клоун
Райка-клоун (Dendropsophus leucophyllatus) — вид земноводних з роду Деревна райка родини Райкові.

## Опис
Загальна довжина досягає 5 см. Голова трохи розширена, з великими опуклими очима. Тулуб витягнутий. Лапи з дуже довгими пальцями, на яких розвинені невеликі перетинки. на кінцях усіх пальців є присоски. Забарвлення спини коливається від зеленувато-коричневого до яскравого червоно-коричневого. За загальним тоном проходить малюнок з великих білих плям. У деяких популяцій зустрічається сітчастий малюнок з білих смуг. Черевна сторона яскраво-червоно-помаранчева.

## Спосіб життя
Полюбляє дощові тропічні ліси. Увесь час проводить на деревах. Спускається лише у час розмноження. Зустрічається на висоті до 600 м над рівнем моря. Активна вночі. Живиться комахами.
Парування відбувається після сезону дощів, у стоячих водоймах з рясною рослинністю. Воно відбувається амплексусом (самець схоплює передніми лапами самицю, примостившись у неї ззаду, вводить сперматофори у клоаку). Самиця відкладає до 500 яєць.

## Розповсюдження
Мешкає у басейни річки Амазонка: у Колумбії, деяких районах Венесуели, Суринамі, Гаяні, Гвіані, Бразилії, Болівії, Перу, Еквадорі.